# La Nueva España
La Nueva España es el periódico más difundido en el Principado de Asturias y el noveno de información general en España. Se define a sí mismo como un "diario independiente de Asturias", de tendencia liberal moderada.[cita requerida] Se publica en Oviedo desde 1936 y es editado por la empresa Editorial Prensa Ibérica.
La redacción se encuentra en Oviedo y publica a diario seis ediciones locales que cubren el Principado de Asturias: la general y las específicas para Oviedo, Gijón, Avilés, las cuencas mineras, el Occidente y el Oriente de Asturias.
Es el más importante en cuanto a tirada, según la OJD de todos los periódicos asturianos: tuvo una difusión media de 57 396 ejemplares julio 2009/junio 2010 y de 91 626 durante los domingos del periodo julio 2006/junio 2007. Su director es desde 2019 Gonzalo Martínez Peón, quién sucedió a Ángeles Rivero.

## Historia
Comenzó a publicarse en Oviedo el 19 de diciembre de 1936 como Diario de la Falange Española de las J.O.N.S.
El nuevo diario falangista ocupó las instalaciones y maquinaria que en la calle Asturias de Oviedo tenía el diario socialista Avance, que había sido dirigido por el periodista Javier Bueno. 
Tras el decreto de unificación por el que se fusionaban Falange y los Requetés, el periódico pasó a depender de la nueva formación política que se constituía en partido único del régimen de Francisco Franco: Falange Española Tradicionalista y de las J.O.N.S. Uno de sus fundadores, Francisco Arias de Velasco, lo dirigió hasta el año 1964.
Durante aquellos años del franquismo perteneció al organismo estatal Prensa del Movimiento, cumpliendo el diario las funciones de portavoz del partido único: Órgano provincial de la Falange Española Tradicionalista y de las J.O.N.S.
Tras la restauración de la democracia, el Estado se desprendió de sus medios de comunicación impresos, con lo que, como la mayoría de la "Prensa del Movimiento", fue privatizado y adquirido en 1984 mediante subasta pública por el grupo Editorial Prensa Ibérica S.A. (presidido por Francisco Javier Moll de Miguel). Por aquella época el diario languidecía. Su director, José Manuel Vaquero Tresguerres, emprendió entonces una reconversión. Los nuevos propietarios mantuvieron el logotipo de cabecera original, ligeramente modificado, y eliminando el yugo y las flechas, símbolo del Movimiento. Fichó a periodistas con experiencia, como Melchor Fernández, Ceferino de Blas y Julio Puente, para incorporar posteriormente a gente más joven, provenientes de Asturias Diario y La voz de Asturias. Esto permitió al periódico convertirse en un «bastión» informativo, auspiciado por el hecho de que La voz de Asturias se estaba diluyendo y el diario gijonés El Comercio tardó en dar el salto hacia la prensa regional. El diario creó en 1988 el Club Prensa Asturiana, un foro de comunicación y debate que permite una relación directa y fluida con la sociedad asturiana.
En los últimos años, ha incorporado la impresión de numerosas páginas diarias a colores, y ha tenido un gran crecimiento en su área de difusión, Asturias. Así, ha pasado de vender unos 29 000 ejemplares diarios de media en 1984 a más de 60 000 en el año 2012. Es el único periódico de una comunidad autónoma uniprovincial española que se encuentra entre los diez más leídos de España, y según el Estudio General de Medios ocupa el noveno puesto entre los diarios españoles con una media de más de 360 000 lectores diarios, mientras que su página web www.lne.es tiene más de 2 200 000 usuarios únicos mensuales (mayo de 2012).

## Actividad cultural
El diario cuenta con El Club de Prensa desde 1988, un foro de intercambio cultural que realiza numerosas charlas y conferencias semanalmente, sobre ciencia, literatura, ciencias sociales, etc., con sede en la calle Federico García Lorca en Oviedo y con otra sede en Gijón. Cuenta también con una sala de exposiciones temporales.
Además de la información general sobre noticias regionales, nacionales e internacionales, La Nueva España suele dedicar especiales sobre Historia, cultura, arte y sociedad asturiana, habiendo publicado numerosos coleccionables como suplemento sobre estos temas, y reportajes semanales en la edición impresa.

## Línea editorial e influencia
La línea informativa del periódico es de corte conservador.
El periodista asturiano Xuan Cándano destaca que el éxito de La Nueva España es «tan indiscutible como controvertido». Mientras que para la izquierda asturiana el diario es una «bestia negra» a la que atribuirle sus fracasos, quienes apoyan al periódico lo ven como «una especie de faro siempre vigilante de los intereses asturianos y a la cabeza en iniciativas de progreso».

## Directores
- Francisco Arias de Velasco (1936-1964)
- Juan Ramón Pérez de las Clotas (1964-1966)
- Luis Alberto Cepeda (1966-1975)
- Alfonso Calviño (1975-1977)
- Luis Alberto Cepeda (1978-1980)
- Pedro Pascual (1980-1983)
- José Manuel Vaquero Tresguerres (1983-1990)
- Melchor Fernández Díaz (1990-2000)
- Isidoro Nicieza (2000-2008)
- Ángeles Rivero Velasco (2008-2019)[11]
- Gonzalo Martínez Peón (2019-

## Premios
- Cuatro premios otorgados por la European Newspapaer Awards: al suplemento dominical siglo XXI, una infografía y dos ilustraciones (2018).[12]